# Nukutusrivier
De Nukutusrivier (Zweeds: Nukutusjoki) is een rivier die in de Zweedse gemeente Kiruna stroomt. De rivier verzorgt de afwatering van het Nukutusmeer (Nukutusjärvi) van circa 30 hectare naar het Tuollumeer (Tuollujärvi) toe. Ze stroomt naar het zuidoosten en is nauwelijks 5 kilometer lang.
Afwatering: Nukutusrivier → Tuollurivier → Luossarivier → Torne → Botnische Golf